# Ermedin Demirović
Ermedin Demirović (Hamburg, 1998. március 25. –) német születésű bosnyák korosztályos válogatott labdarúgó, a VfB Stuttgart játékosa.

## Pályafutása

### Klubcsapatokban
2004 és 2017 között a Hamburger SV és az RB Leipzig akadémiáján nevelkedett. 2017. április 13-án góllal mutatkozott be az RB Leipzig II-ben a ZFC Meuselwitz elleni negyedosztályú bajnoki találkozón. Május 30-án négy évre szóló szerződést írt alá a spanyol Deportivo Alavés együttesével. Regisztrációs problémák miatt először csak a második csapatban léphetett pályára. 2018. január 3-án mutatkozhatott be az első csapatban az SD Formentera elleni kupa találkozón, amelyen két gólt szerzett. Január 28-án a bajnokságban is debütált a Barcelona ellen a 89. percben Rubén Duarte cseréjeként. Május 6-án lépett következőleg pályára a bajnokságban és a Málaga ellen gólt és gólpasszt jegyzett. Július 24-én kölcsönbe került a francia Sochaux-Montbéliard csapatához. Október 19-én duplázott a Troyes ellen. 2019 januárjában felmondták a kölcsönszerződését és a spanyol Almería csapatába került. 2019. szeptember 2-án a svájci St. Gallen csapata vette kölcsön. Itt 28 bajnoki mérkőzésen lépett pályára és ezeken a találkozókon szerzett 14 gólt. 2020 júliusában a német Freiburg bejelentette, hogy a svájci bajnokság befejeztével csatlakozik hozzájuk. Szeptember 13-án debütált a kupában a Waldhof Mannheim ellen, amikor is a 87. percben Christian Streich vezetőedző pályára küldte Vincenzo Grifo cseréjeként. Szeptember 27-én a bajnokságban is bemutatkozott a VfL Wolfsburg ellen ismét csereként. December 20-án a Hertha BSC ellen megszerezte első gólját.
2022 júliusában Augsburg csapatába igazolt négy évre, Michael Gregoritsch pedig a Freiburghoz. 2024 július közepén négyéves szerződést kötött a VfB Stuttgart csapatával.

### A válogatottban
Többszörös bosnyák korosztályos válogatott játékos. 2017. szeptember 1-jén mutatkozott be az U21-esek között a Románia elleni 2019-es U21-es labdarúgó-Európa-bajnokság selejtező mérkőzésen Zenica városában. 2018 novemberében behívták a felnőtt keretbe, de csak a kispadon kapott lehetőséget Ausztria és Spanyolország ellen. 2021. március 24-én debütált a felnőttek között Finnország elleni világbajnoki selejtező-mérkőzésen.

## Statisztikái
| Klub          | Szezon   | Bajnokság            | Bajnokság | Bajnokság | Kupa  | Kupa  | Ligakupa | Ligakupa | Összesen | Összesen |
| Klub          | Szezon   | Osztály              | Mérk.     | Gólok     | Mérk. | Gólok | Mérk.    | Gólok    | Mérk.    | Gólok    |
| ------------- | -------- | -------------------- | --------- | --------- | ----- | ----- | -------- | -------- | -------- | -------- |
| RB Leipzig II | 2016–17  | Regionalliga Nordost | 1         | 1         | –     | –     | –        | –        | 1        | 1        |
| Alavés B      | 2017–18  | Tercera División     | 12        | 6         | –     | –     | –        | –        | 12       | 6        |
| Alavés        | 2017–18  | La Liga              | 3         | 1         | 3     | 3     | –        | –        | 6        | 4        |
| Sochaux       | 2018–19  | Ligue 2              | 16        | 4         | 0     | 0     | 1        | 0        | 17       | 4        |
| Almería       | 2018–19  | Segunda División     | 13        | 0         | –     | –     | –        | –        | 13       | 0        |
| St. Gallen    | 2019–20  | Svájci Super League  | 28        | 14        | 0     | 0     | –        | –        | 28       | 14       |
| Freiburg      | 2020–21  | Bundesliga           | 30        | 5         | 2     | 0     | –        | –        | 32       | 5        |
| Freiburg      | 2021–22  | Bundesliga           | 31        | 2         | 6     | 1     | –        | –        | 37       | 3        |
| Freiburg      | Összesen | Összesen             | 61        | 7         | 8     | 1     | 0        | 0        | 69       | 8        |
| Augsburg      | 2022–23  | Bundesliga           | 8         | 4         | 1     | 0     | –        | –        | 9        | 4        |
| Augsburg      | Összesen | Összesen             | 8         | 4         | 1     | 0     | 0        | 0        | 9        | 4        |
| Összesen      | Összesen | Összesen             | 142       | 37        | 12    | 4     | 1        | 0        | 155      | 41       |

## Külső hivatkozások
- Ermedin Demirović adatlapja a Kicker oldalon (németül)
- Ermedin Demirović adatlapja Archiválva 2021. január 8-i dátummal a Wayback Machine-ben a Freiburg oldalon (németül)
- Ermedin Demirović adatlapja a Transfermarkt oldalon (angolul)
- Ermedin Demirović adatlapja a Soccerway oldalon (angolul)